# Toreo Alto
Toreo Alto es una localidad del estado mexicano de Michoacán. Es parte del municipio de Uruapan.

## Demografía
| Gráfica de evolución demográfica |
|                                  |

| Censo | Población |
| ----- | --------- |
| 1900  | 155       |
| 1910  | 172       |
| 1921  | 87        |
| 1930  | 129       |
| 1940  | 240       |
| 1950  | 145       |
| 1960  | 206       |
| 1970  | 299       |
| 1980  | 773       |
| 1990  | 619       |
| 2000  | 737       |
| 2010  | 950       |
| 2020  | 1164      |